# Mina drömmars stad (film)
Mina drömmars stad är en svensk dramafilm från 1976 regisserad av Ingvar Skogsberg. Filmen är baserad på boken Mina drömmars stad av Per Anders Fogelström. För de historiska scenerna vid kajen intill Saltsjön användes bland annat AB Sommelii fabrikers nedlagda fabrikslokaler i Henriksborg.

## Handling
15-årige pojken Henning kommer från landsbygden till Stockholm för att söka arbete. Han träffar Lotten som han gifter sig med, och de bildar familj. De lever i ett hus på Åsöberget tillsammans med sin gode vän Tummen och hans familj. Familjerna får kämpa hårt för att överleva.

## Rollista i urval
- Eddie Axberg - Henning Nilsson

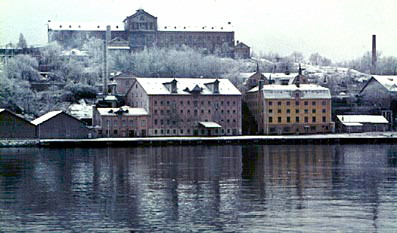
Sommelii fabrikers nedre anläggning var en av inspelningsplatserna.

- Britt-Louise Tillbom - Lotten Blom
- Kjell-Hugo Grandin - Ture "Tummen" Lindgren, Hennings arbetskamrat
- Gunilla Larsson - Matilda
- Åke Wästersjö - Skräcken, hamnarbetare
- Märta Dorff - Tvätt-Johanna, Skräckens hustru
- Berit Gustafsson - Tvätt-Malin, Lottens mor
- Peter Lindgren - Storsäcken, kolbärare
- Fylgia Zadig - hans hustru
- Mona Seilitz - Annika, deras dotter
- Gertrud Widerberg - Augusta, deras fosterdotter
- Madeleine Tjärnberg - Annikas lillasyster
- Frej Lindqvist - Johansson, färgare
- Marrit Ohlsson - mamsell Tornberg, väverska
- Ulla-Britt Norrman	- Klara
- Claes Esphagen - Bodin, grosshandlare
- Bernt Callenbo - Fredrik Bodin
- Görel Schönbäck - Maja
- Gunnar Schyman - Torsten Åslund, kallad Törsten, is-sågare
- Annika Greek -	Emelie, dotter till Henning och Lotten
- Per Jennel -  August, "Agge", son till Henning och Lotten
- Martina Tillbom - Gertrud, dotter till Henning och Lotten
- Carl-Axel Heiknert	- Lundström, stuvarbas
- Catti Edfeldt - kontorsflicka
- Thore Segelström - skrivaren
- Bellan Roos - kvastmakerskan, inneboende hos Storsäcken
- Gösta Engström - hamnarbetare

## DVD
Filmen gavs ut på DVD 2017.